# Macaracas
Macaracas es un ciudad de la provincia de Los Santos, República de Panamá. Localizado en un valle de la península de Azuero, a los pies del cerro Canajagua. Es la cabecera de uno de los siete distritos que conforman la provincia de Los Santos. Actualmente se presenta como una de las poblaciones más prósperas de la provincia.[cita requerida] Cuenta con una población de 2.890 habitantes de acuerdo a los datos del último censo realizado en la República de Panamá (2010).

## Toponimia
La evidencia escrita del origen del nombre "Macaracas" es escasa. Predomina la leyenda de que era el nombre de un cacique indígena de la época de la conquista. Las tropas españolas al mando del capitán Gaspar de Espinoza, cuando incursionaron por primera vez en 1516 en la península de Azuero, en busca de tesoros que el cacique Paris había escondido en Cerro Quema, tienen contacto en la Ermita, actualmente conocida como Los Leales; con un pequeño grupo originario cuyo líder era el cacique "Macaracá".
En idioma Ngobe Ma-Kä-Raka significa "Tu nombre no me simpatiza" (de "ma kä" = tu nombre, "raka" = no me simpatiza). De allí, la hipótesis que señala que el nombre se debe a una mala interpretación del ngobe.

## Geografía
Macaracas está localizado en la provincia de Los Santos, se encuentra ubicado en el centro de la península de Azuero, a 32 km de la carretera Interamericana, a unas 5 horas de la ciudad de Panamá.

### Clima
El clima que predomina es el clima tropical de sabanas. La temperatura media es de 27 grados centígrados.

## Historia
Los primeros indicios históricos del pueblo de Macaracas aparecen, según la relación del Obispo Fray Francisco de los Ríos y Almengol, cuando éste hace una visita a su diócesis en 1775, fue en este año, durante el período del Obispo de los Ríos, cuando se comenzó a tomar providencias para formalizar las poblaciones de los sitios de Macaracas y Playa de Chirú.
Al realizarse la independencia de Panamá de España en 1821, el Istmo de Panamá estaba dividido en dos provincias: Veraguas y Panamá. La comarca de Azuero correspondía inicialmente a la provincia de Panamá. El distrito parroquial de Macaracas, pasó al territorio de la provincia de Veraguas por muy poco tiempo. Al crearse la provincia de Herrera, el distrito de Macaracas, pasó a formar parte de esta provincia por un corto período. Luego, es devuelta a la provincia de Los Santos, a cambio del distrito de Chitré.
La Ley del 12 de septiembre de 1855, del Estado Federal de Panamá en su artículo II dice: "Erígence en distrito las poblaciones que enseguida se expresa: en el departamento de Herrera, los pueblos de Los Pozos, Macaracas, Las Minas, Ocú, Parita y Santa María"
Entre los años de 1757 y 1780 se fundó Los Leales, que se constituyó en la primera población de Macaracas, ubicado entre los ríos La Villa y Estivaná. Desde su fundación, el lugar fue visitado por extranjeros, quienes al llegar a esta nueva tierra trajeron sus tradiciones. Entre ellas destacó la dramatización de Reyes, que actualmente se desarrolla en la plaza de Macaracas.
Escudo de Macaracas (Historia)
En el año 2000 se llevó a cabo un concurso para escoger el escudo del Municipio de Macaracas, se escogió el diceño del Licenciado Ramiro Heraclio Fadul García.
Este escudo consta de 9 elementos que descansa sobre un lienzo tricolo.
En el primer cuadro de la parte superior aparece un edificio que alberga el Palacio Municipal.
En la parte del medio del escudo se observa el Cerro Canajagua y el sol que custodia el río Estibana con sus tranquilas aguas.
En el último cuadro, se divide en 4 recuadros, en la primera parte aparece una carreta tirada por bueyes que representa método y transporte de los campesinos, en el segundo recuadro aparece un toro que representa la producción del distrito de Macaracas, abajo un tambor el cual símboliza un elemento típico folklórico, en el cuarto recuadro están los Reyes Magos que símboliza el tradicional Drama de los Santos Reyes Magos.
Finalmente a ambos Lagos del escudo en su parte inferior se ven los dos espiga de arroz maduro que símboliza que el campesino de Macaracas le gusta sembrar.
• • • • • •
Macaracas
En el año 2000 se llevó a cabo un concurso para escoger el escudo del Municipio de Macaracas, se escogió el diceño del Licenciado Ramiro Heraclio Fadul García.
Este escudo consta de 9 elementos que descansa sobre un lienzo tricolo.
En el primer cuadro de la parte superior aparece un edificio que alberga el Palacio Municipal.
En la parte del medio del escudo se observa el Cerro Canajagua y el sol que custodia el río Estibana con sus tranquilas aguas.
En el último cuadro, se divide en 4 recuadros, en la primera parte aparece una carreta tirada por bueyes que representa método y transporte de los campesinos, en el segundo recuadro aparece un toro que representa la producción del distrito de Macaracas, abajo un tambor el cual símboliza un elemento típico folklórico,en el cuarto recuadro están los  Reyes Magos que símboliza el tradicional Drama de los Santos Reyes Magos.
Finalmente a ambos Lagos del escudo en su parte inferior se ven los dos espiga de arroz maduro que símboliza que el campesino de Macaracas le gusta sembrar.

## Demografía
La población de Macaracas se compone de 2,706 habitantes, de los cuales 1,383 son hombres y 1761 son mujeres. En esta población se concentra el 29.6% de la población total del distrito homónimo. Los elementos étnicos predominantes son el blanco y el mestizo. La población indígena fue diezmada durante la colonización.
La tasa de alfabetización es de 92.2%, según datos preliminares del último censo 2000. El 97.2% de la población tiene acceso a agua potable.
El idioma oficial es el castellano, siendo de uso corriente el voseo dialectal americano; pero a diferencia de otras regiones de Centroamérica, se utiliza el voseo verbal. En el ámbito escolar, se impone el tuteo como norma de escolarización; esto ha causado una paulatina aculturización de la población, a pesar de ello en algunas áreas rurales, todavía se utiliza el voseo pronominal.

## Economía
Se basa principalmente en brindar servicios al sector ganadero y agrícola circundante.

## Organización político-administrativo

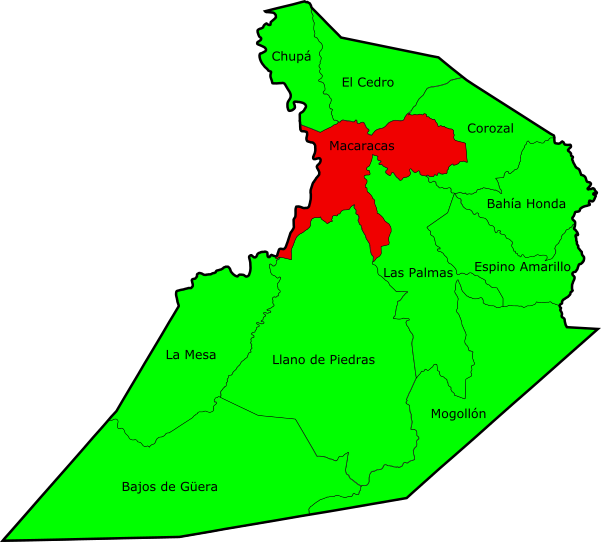
División Político-Administrativa del Distrito de Macaracas. En rojo, Corregimiento de Macaracas.

Macaracas (cabecera)
Barriada 11 de octubre.
Botello.
Cerrito.
El Estacón
El Paradero (Paradero)
El Salitre o Las Lomas
Los Leales
Los Higos.

## Monumentos y Edificios históricos
Parroquia San Juan Bautista
Puente del Río La Villa 1979
Plaza Gelo Córdoba
Colegio Rafael Antonio Moreno 1971
Hospital Luis H Moreno 100 años

## Infraestructuras y Transportes
Macaracas, cuenta con un hospital público rural, así como un centro de atención primaria de la seguridad social. 
Es la principal sede de centros de enseñanza básica y media del municipio de Macaracas, cuenta con un colegio de educación secundaria, el Colegio Rafael Antonio Moreno y una escuela de educación primaria, la Escuela Rudecinda Rodríguez.
Es además un nodo de comunicación e servicios del área ganadera y agropecuaria circundante, con vías de comunicación asfaltadas que la comunican con la ciudad de Chitré, Las Tablas, Tonosí, Los Pozos y Pesé.

## Salud
- Hospital Rural Luis H. Moreno C
- Caja de Seguro Social
- Clínicas